# Meshech Weare
Meshech Weare, född 16 juni 1713 i Third Parish i Provinsen New Hampshire, död 14 januari 1786 i Hampton Falls i New Hampshire, var en amerikansk jurist och politiker. Han var New Hampshires president 1784–1785 och redan innan dess innehavare av delstatens högsta ämbete från 1776.
Weare utexaminerades 1735 från Harvard och studerade senare juridik. Ursprungligen hade han tänkt bli kongregationalistpräst men ändrade sina planer. Samtidigt som Weare blev innehavare av New Hampshires då högsta ämbete, ordförande för säkerhetskommittén, tjänstgjorde han från och med 1776 som chefsdomare i New Hampshires högsta domstol. Befattningen som chefsdomare hade han fram till år 1782 och två år senare inrättades presidentämbetet, som senare skulle byta namn till guvernörsämbetet. Weare var vid dålig hälsa men klarade av en ämbetsperiod på ett år. Delstaten New Hampshire har inget guvernörsporträtt som föreställer Meshech Weare.